# A Arte Culinária na Bahia
A Arte Culinária na Bahia, publicado em 1928 (com outra edição em 1957), trata-se da obra póstuma de Manuel Querino (1851-1923). Nascido em Santo Amaro, na Bahia, ficou órfão ainda na infância e foi apadrinhado por um professor da Escola Normal, de quem recebeu uma educação formal completa. Formou-se como professor de desenho geométrico e se tornou um dos principais líderes abolicionistas brasileiros.
Era defensor da cultura africana como formadora de uma identidade não só baiana como também brasileira, sentimento este que serviu de motivador para a documentação que viria a se tornar A arte culinária na Bahia.
O livro em si tem como ponto de partida um apanhado histórico, onde Manuel Querino atua como observador do cotidiano da época, expondo o funcionamento de uma sociedade brasileira ainda em formação, no auge da escravidão. Relatando o modo de vida dos escravos das fazendas, ele explica como se da a influência da cozinha africana e também indígena como pilares da alimentação brasileira, e como estes se juntaram a culinária portuguesa em uma verdadeira amálgama destas culturas tão distintas.

## Links wiki
- Livro transcrito no Wikisource
- Livro digitalizado no Wikimedia Commons